# Ringsted (Iowa)
Ringsted – miasto w Stanach Zjednoczonych, w stanie Iowa, w hrabstwie Emmet. W 2000 liczyło 436 mieszkańców.